# اسلاوگورود (پایگاه هوایی)
اسلاوگورود (پایگاه هوایی) (به انگلیسی: Slavgorod (air base)) یک فرودگاه نظامی است که یک باند فرود بتن دارد و طول باند آن ۲۵۰۰ متر است. این فرودگاه در کشور انگلستان قرار دارد و در ارتفاع ۹۸ متری از سطح دریا واقع شده است.